# 生チョコレート

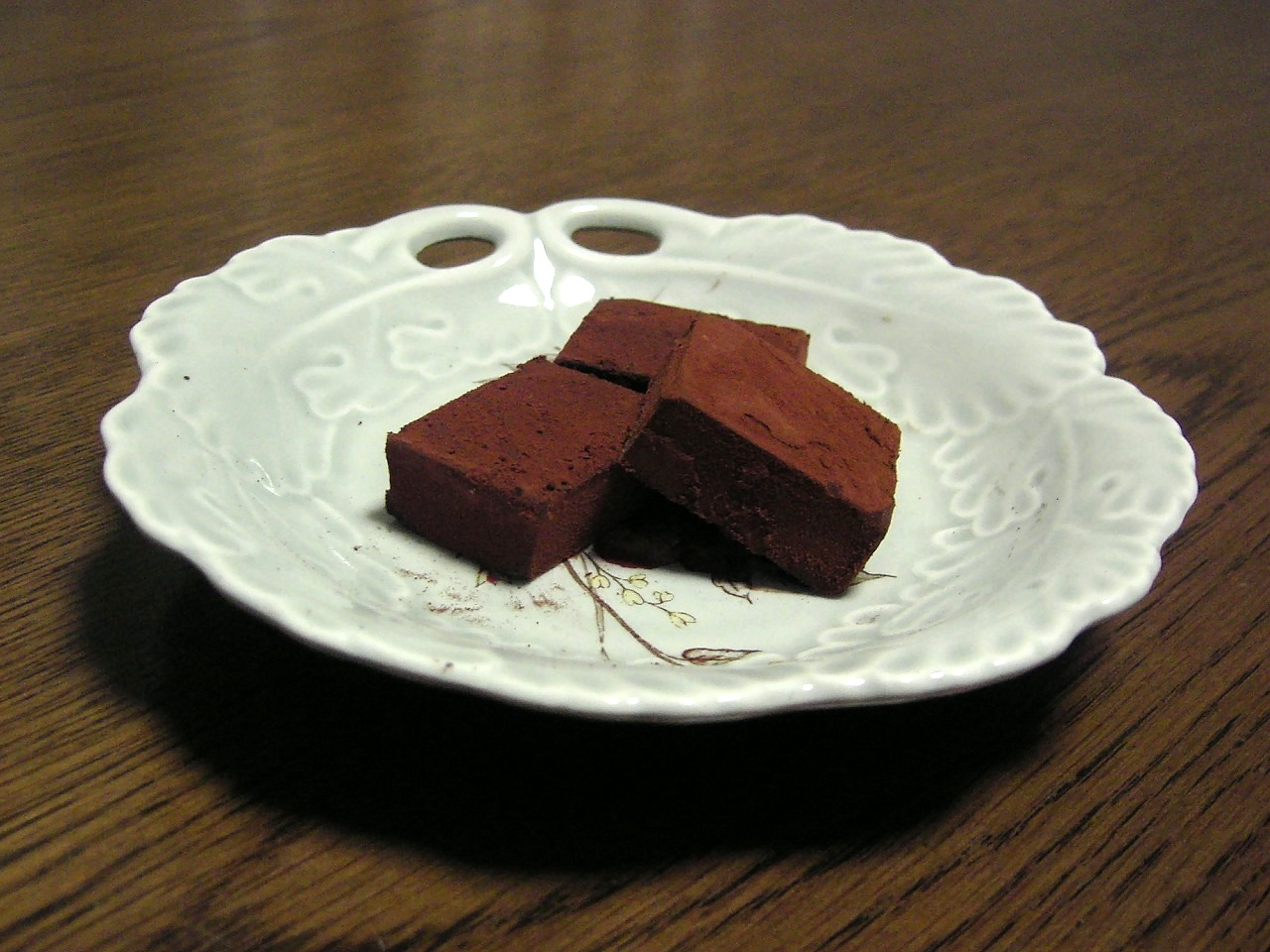
生チョコレート

生チョコレート（なまチョコレート）は、チョコレート生地に生クリームや洋酒を練り込み、柔らかい食感をつくり出したもののこと。
生チョコレートは日本の洋菓子店・シルスマリアでオーナーシェフを務めた小林正和が1988年に考案した。シルスマリアはその6年前の1982年（昭和57年）2月に開店していたが、当時は一口サイズのトリュフが40種類ほど販売されていた。小林は「トリュフの中身だけを食べさせる」ことを思いつき、チョコレートや生クリームの種類、固さや粘り気を調整して「生チョコレート」の原型を完成させた。小林は完成した生チョコレートの特許を取得せず、広く広めるためにあえてレシピを公開した。
公正取引委員会は「チョコレート類の表示に関する公正競争規約」において、生チョコレートを『チョコレート加工品（チョコレート生地を全重量の40%以上使用したもの）のうち、クリームが全重量の10%以上であって、水分（クリームに含有されるものを含む）が全重量の10%以上となるもの』と定義している。
生チョコレートは日本で独自に発展・アレンジされている菓子であるため海外には普及していない。チョコレートに生クリームなどを加えるという製法から「ガナッシュ（仏：Ganache）」が近いものの、本来ガナッシュは他の菓子を作る際の材料という位置づけであり、生チョコレートは「ガナッシュをアレンジして単体で食べられるようにしたもの」と捉えることもできる。ガナッシュを固めた菓子としてスイス・ジュネーブ名物の「パヴェ・ド・ジュネーブ（Pavé de Genève）」があり、日本では「生チョコレート」と呼ばれることも多い。